# Aeroportul Huolinhe
Aeroportul Huolinhe (IATA: HUO, ICAO: ZBHZ) este un aeroport din Mongolia Interioară, Republica Populară Chineză. Aeroportul a fost tranzitat în 2022 de 54.475 de pasageri. A fost deschis în 2 iunie 2017.
aeroportul dispune de o singură pistă.